# Děti z mokřin
Děti z mokřin (v originále Les enfants du marais) je francouzský hraný film z roku 1999, který režíroval Jean Becker podle stejnojmenného románu Georgese Montforeze. Snímek měl světovou premiéru 3. března 1999.

## Děj
Příběh se odehrává v bažinaté oblasti Poitevin v roce 1919. Věčně opilý a dobrosrdečný Riton žije s rodinou v malé chatrči jako ostatní obyvatelé bažin. Spřátelí se svým novým sousedem Garrissem. Garriss by se ve skutečnosti rád odstěhoval, ale starost o Ritona a jeho rodinu ho nutí zůstat.
Oba přátelé se probíjejí životem. Prodávají žáby a šneky na trhu a starají se o zahradu. Život není lehký, ale je příjemný.
Spolu se svým přítelem Amédéem se setkávají s Richardem (Pépé) ze sousední vesnice, který také pochází z bažin. Riton se seznámí s rozmrzelým šampionem v boxu Jo Sardi a Garriss se nešťastně zamiluje do služebné Marie.

## Obsazení
| Jacques Villeret   | Riton                   |
| Jacques Gamblin    | Garriss                 |
| André Dussollier   | Amédée                  |
| Michel Serrault    | dědeček Rainette (Pépé) |
| Isabelle Carré     | Marie                   |
| Éric Cantona       | Jo Sardi                |
| Suzanne Flon       | Cri Cri                 |
| Jacques Dufilho    | starý muž               |
| Gisèle Casadesus   | paní Mercier            |
| Roland Magdane     | Félix                   |
| Elisabeth Commelin | Marthe                  |
| Julie Marbœuf      | Emilie                  |
| Jenny Clève        | Berthe                  |
| Philippe Magnan    | Laurent                 |
| Jacques Boudet     | Tane                    |

## Ocenění
- César: nominace v kategoriích nejlepší režie (Jean Becker), nejlepší film, nejlepší filmová hudba (Pierre Bachelet), nejlepší zvuk (William Flageollet a Guillaume Sciama) a nejlepší herec ve vedlejší roli (André Dussollier)